# Chimica di coordinazione

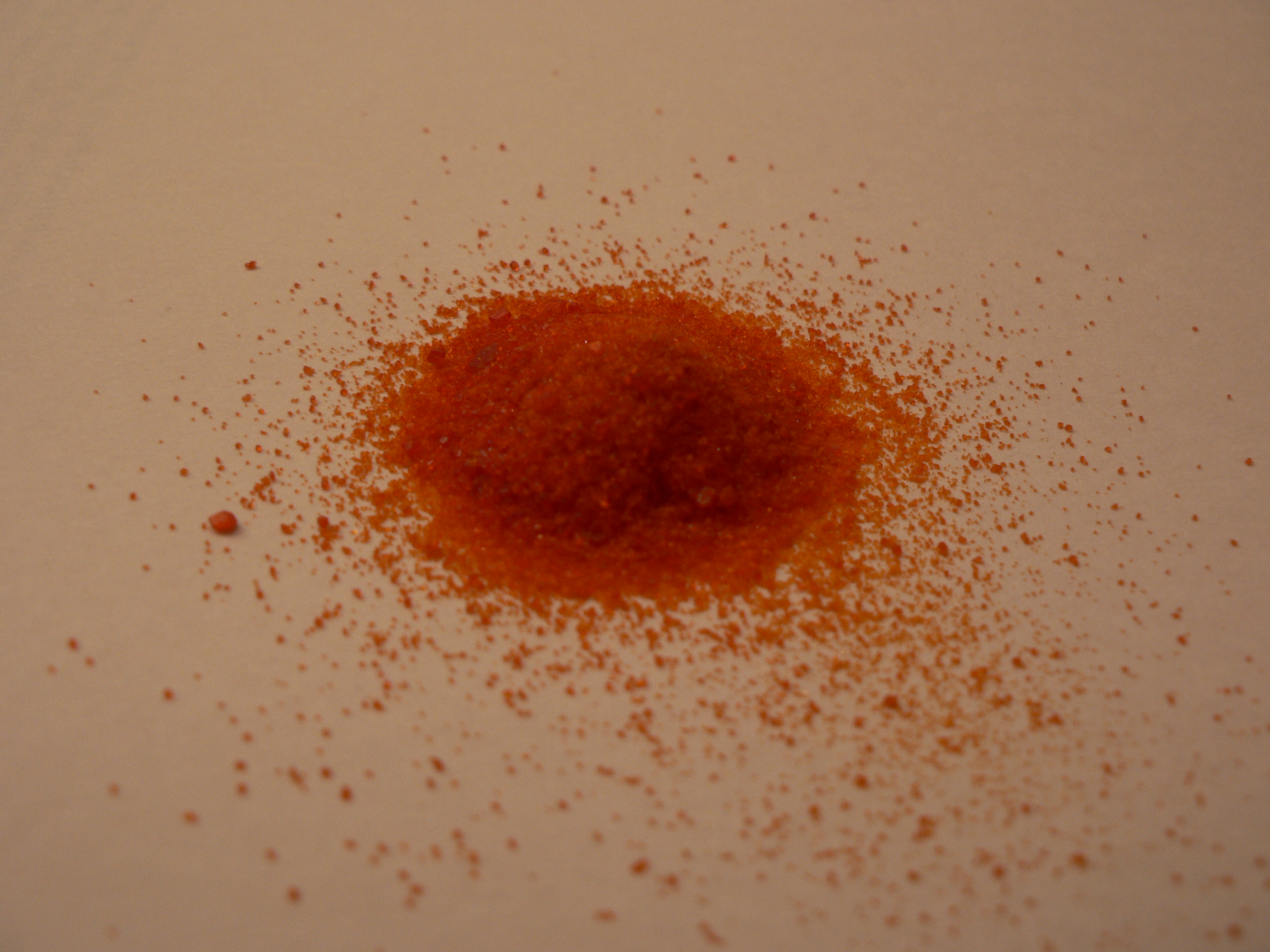
Un campione di esacianoferrato(III) di potassio, K_{3}[Fe(CN)_{6}].
Molti complessi sono colorati, e tanti metalli in determinati stati di ossidazione hanno un colore caratteristico. Ad esempio i complessi del ferro spesso assumono colorazione rossa.

La chimica dei composti di coordinazione è la branca della chimica che studia i composti di coordinazione, spesso più semplicemente detti complessi, specie costituite da un atomo centrale (in genere metallico) attorniato da altri gruppi di atomi (detti leganti). L'atomo centrale è spesso un metallo di transizione.
I composti di coordinazione possono essere cationici, anionici o neutri, a seconda della carica portata dall’atomo centrale e dai leganti che lo circondano. I leganti possono essere atomi, ioni o molecole, sia di tipo organico che inorganico. In generale possono agire da leganti tutte le specie che siano basi di Lewis, cioè dotate di una coppia di elettroni libera da poter donare al metallo (che agisce quindi come acido di Lewis). 
In particolare questa disciplina si occupa dello studio del legame coordinativo, delle specifiche metodiche sintetiche applicabili e della caratterizzazione strutturale mediante utilizzo di tecniche strumentali quali la spettrofotometria infrarossa, Mössbauer, fotoelettronica, UV/VIS e la NMR.
Esistono svariati tipi di complessi che vanno di semplici ioni metallici in soluzione acquosa coordinati da molecole d'acqua a complessi metallo-enzima o metallo-proteina. I complessi hanno molteplici funzioni ed applicazioni ed oggi ricoprono gran parte della ricerca in chimica inorganica. 
Una grande importanza nella ricerca e nella chimica in generale dei complessi è la loro capacità di fungere da catalizzatori in fase omogenea per reazioni chimiche.
I complessi sono presenti anche negli organismi biologici; ad esempio nel corpo umano il Fe(II) è presente nell'emoglobina e nella mioglobina, coordinato agli atomi di azoto dell'anello porfirinico (gruppo eme della proteina) e svolge la funzione di legare l'ossigeno che poi verrà trasportato attraverso il sangue ai tessuti.
I complessi sono spesso sostanze colorate. Ad esempio è il ferro coordinato all'emoglobina a conferire al sangue la colorazione rossa. Questa caratteristica può essere sfruttata nelle titolazioni.